# Short loin
Le short loin est le nom américain d'une piècede bœuf découpée dans la partie arrière du boeuf . Il contient une partie des vertèbres (colonne vertébrale) et comprend le haut de la longe et le filet. Cette coupe donne des steak, notamment le bifteck d'aloyau, le contre-filet (Kansas City Strip, New York Strip) et le T-bone (une coupe contenant également une partie de la viande du filet). Le T-bone est une coupe qui contient moins de filet que le porterhouse. Le dictionnaire Webster le définit (en anglais) comme « une partie de l'arrière-train de bœuf immédiatement derrière les côtes qui est généralement coupée en steaks ». Le short loin est considéré comme une partie de bœuf tendre et noble.
En boucherie australienne, britannique et sud-africaine, cette partie est appelée surlonge (parfois sous le nom de contre-filet en Afrique du Sud). Le terme Short loin n'a pas d'équivalent en français. La découpe du bœuf y est bien différente. 